# Virágvölgyi Péter
Virágvölgyi Péter (Budapest, 1948. november 4. – Perbál, 1998. július 4.)  magyar tipográfus, kalligráfus, grafikus, a Magyar Iparművészeti Főiskola tanszékvezető egyetemi docense, a dőlt írástanítási tanterv hazai kidolgozója. A tipográfia mestersége számítógéppel című könyv szerzője és a Zeebevel betűtípus tervezője.

## Tanulmányai
1967-ben végzett a Képző- és Iparművészeti Gimnáziumban, 1962-től kisegítő dekoratőr az Ibusznál, 1967–69 között kéziszedő tanuló a Révai Nyomdában. 1973-ban diplomázott a Magyar Iparművészeti Főiskola Tipo-grafikai Tanszékének könyvművészeti szakán mint grafikus tervező művész, mestere Haiman György volt. Diplomamunkáját egyrészt az üzletportálokról, reklám- és díszbetűtervekról, kalligráfiai lapokról és plakátokról írta, illetve a főiskola megjelentette Javaslat az iskolai írástanítás reformjára című szakdolgozatát.

## Pályafutása
1974-től haláláig grafikát, tipográfiát tanít a Magyar Iparművészeti Főiskolán először tanársegédként, majd 1983-tól adjunktusként a grafikai stúdió vezetője. 1986-tól a Magyar Iparművészeti Főiskola felsőfokú tipográfus továbbképző tanfolyamán a betűtörténet tanára. 1987-ben egyetemi docenssé nevezik ki. 1995-ben a Brightoni Egyetemen készíti elő az új európai tervezőképzés hazai bevezetését (European Design Studies MA). Az új diplomát adó képzés magyar megbízottja. Az 1997/98-as őszi szemeszterben látogató tanár a Bilkent Egyetem Grafika Tanszékén (Ankara, Törökország). 1993-tól haláláig a Magyar Iparművészeti Főiskola Vizuális Kommunikáció Tanszékének vezetője.
1978–87 között Taneszközbizottság ülésein a Kereskedelmi Kamara Ipari Formatervezési Tájékozató Központ vizuális-esztétikai tanácsadója. 1980–86-ig az Alfaset konzultánsa (a tipográfiai minőség ellenőrzése, a magyar betűgyakoriság meghatározása, helyes magyar ékezetek készítése, elrendezés, valamint reklámkiadványok tervezése). 1982-től tagja a Neumann János Számítógép-tudományi Társaság szövegfeldolgozási és humán alkalmazási szakosztályának.
1982–87 között tagja a Friends of Calligraphy társaságnak (San Francisco, USA). Néhány munkájának diafelvételei megtalálhatók a San Francisco Public Library kalligráfiai gyűjteményében. 1983-tól tagja, 1985-től pedig vezetője az MTESZ Papír- és Nyomdaipari Műszaki Egyesület ATypI-csoportjának (Association Typographique Internationale). 1991-ben beválasztják az ATypI nemzetközi igazgatótanácsába a pármai éves közgyűlésen, a Kutatási és Oktatási Bizottság elnöke. Az ATypI nyolcadik, 1992-es Technológia és az emberi kéz című nemzetközi munkaszemináriumának szervezője (Magyar Iparművészeti Főiskola, Tölgyfa utcai Vizuális Nevelési Központja, Budapest).
1986-tól a Szép magyar könyv verseny főzsűrijének tagja, 1989–93-ig és 1995-ben elnöke. A Magyar Nemzeti Galéria Kassák Lajos centenáriumi kiállításának grafikus tervezője 1987-ben.
1997-ben Stefan Zweig: Buchmendel című könyvtervét díjazták A szép magyar könyv versenyen a bibliofil és speciális kiadványok kategóriában. 1999-ben (posztumusz) Magyar Felsőoktatásért Emlékplakettet kapott. 

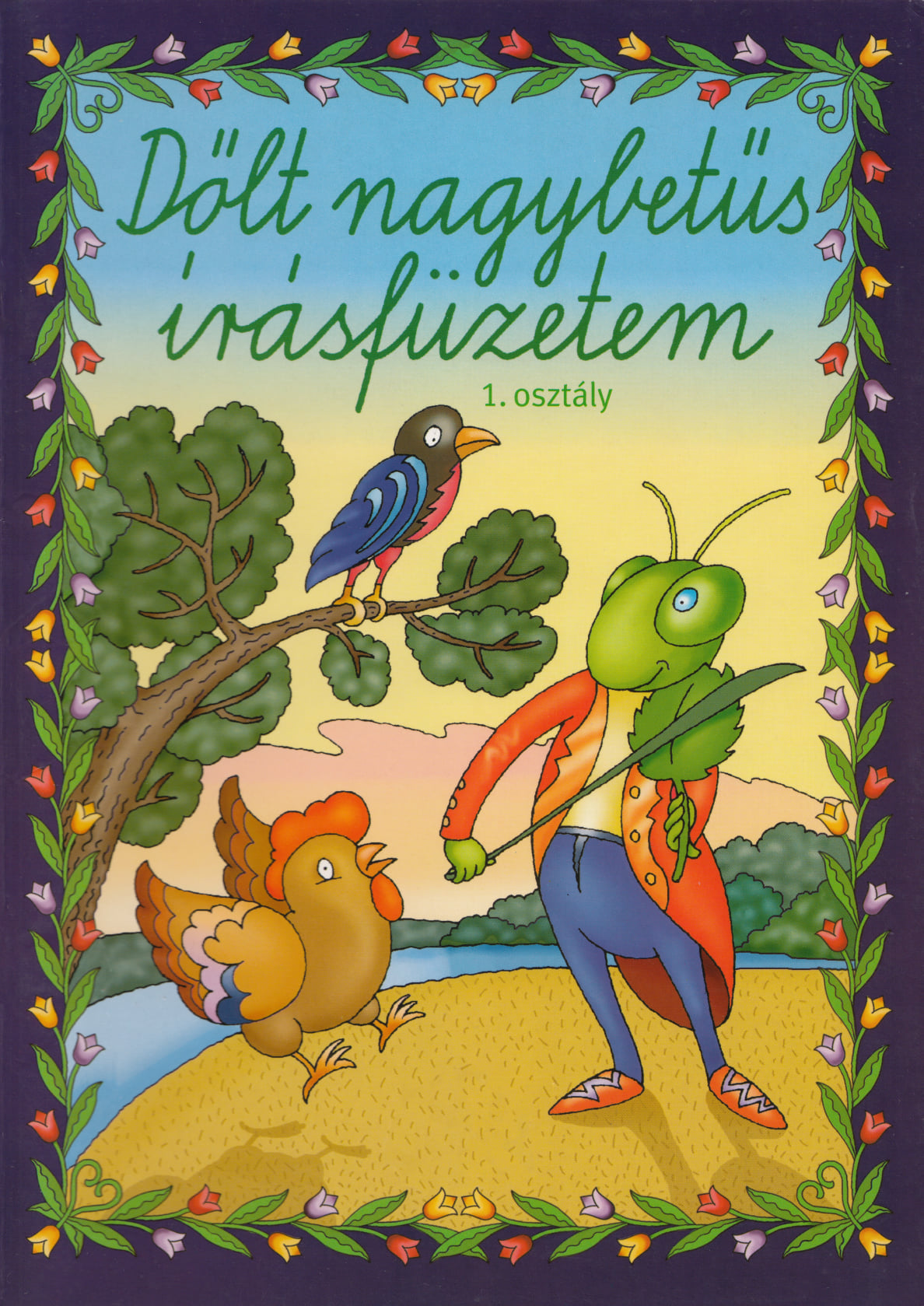
Az egyik dőlt írásos munkafüzet címlapja (Kiss István illusztrációjával)

## Dőlt írás

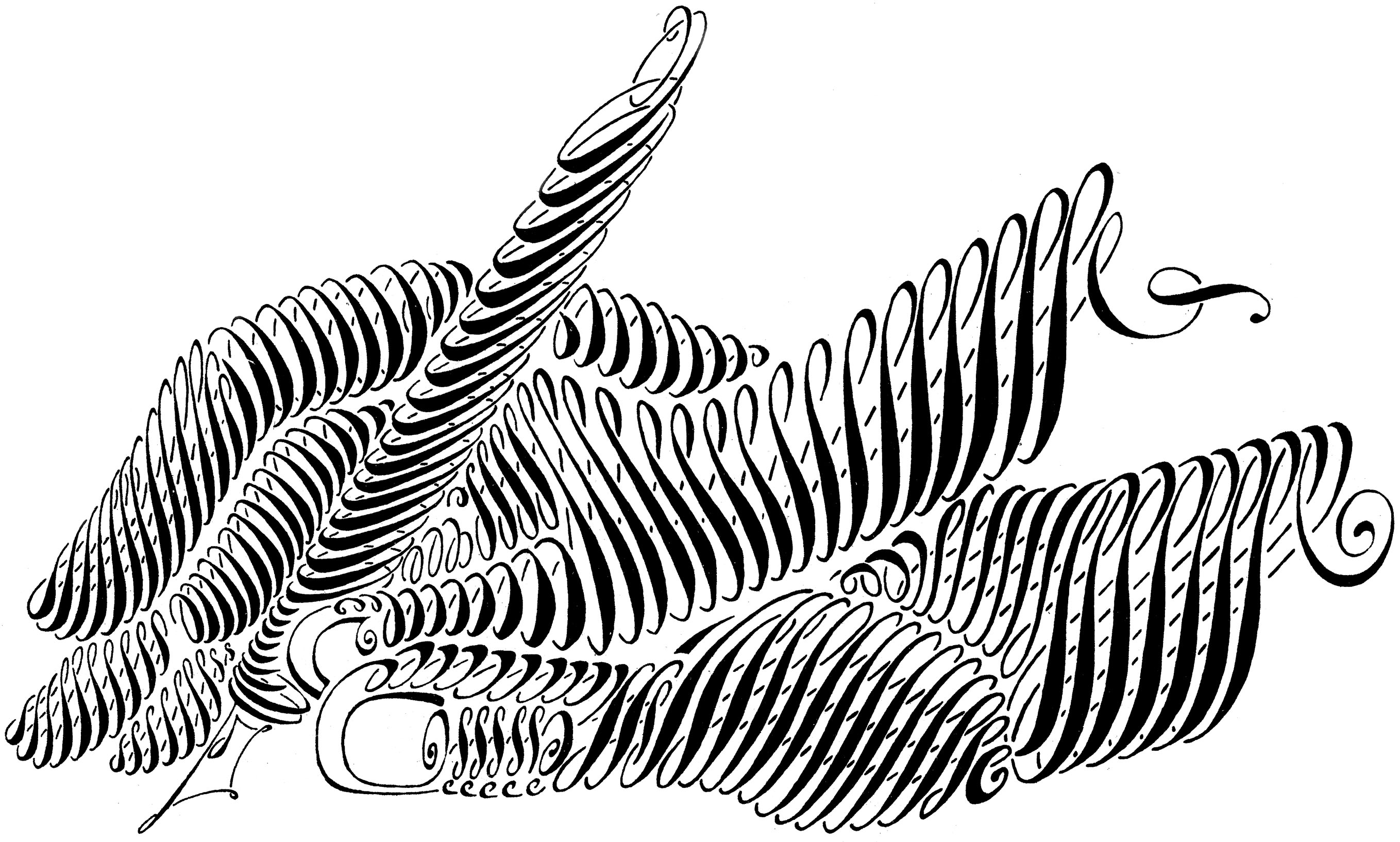
Virágvölgyi Péter kalligráfiája

A diplomamunkájaként előterjesztett, általa kidolgozott dőlt írástanítási javaslat alapján az Országos Pedagógiai Intézet (OPI) felügyeletével 1975-1979 között futó tanítási kísérlet vezetője. Elsőként a budapesti Arany János Általános Iskolában, 1976-tól pedig még négy Pest megyei iskolában, 1978-tól újabb négy, budapesti iskolában folytatódnak az írástanítási kísérletek Dr. Ligeti Róbert pszichológussal és Kutiné Sahin-Tóth Katalin vezető tanárral közösen. 1985–90 között ismét az OPI közreműködésével beindulnak újra az írástanítási kísérletek több fővárosi és vidéki iskolában, amelyek alapján 1991-ben hivatalosan elfogadott új írástanítási tantervként kerül a dőlt írás kibocsátásra az iskolák számára.

## Fontosabb publikációi
- Kézírás és kalligráfia. Budapest, Magyar Iparművészeti Főiskola, 1972. 24 p.
- Javaslat az iskolai írástanítás reformjára. Budapest, Magyar Iparművészeti Főiskola, 1973. 12 p.
- Handwriting in Hungary. Journal of the Society for Italic Handwriting, London, 1980, 103. őszi szám, 17–21. p.
- A kézírásról. Morfológiai tanulmány és hozzászólás az írástanítás problémaköréhez. Magyar Tudományos Akadémia Nyelvtudományi Intézet, Magyar Iparművészeti Főiskola, Országos Oktatástechnikai Központ, Budapest–Veszprém, 1981, 43 p.
- Grafikai szakvélemény a Budapest I. kerületi utcatáblák teljes cseréjéhez a bonyhádi Zománcgyár által készített mintatáblákkal kapcsolatban. 1984, 7 p.
- „Nicholas Kis”. Magyar Grafika, 1984/6., 72–74. p. Ajánló Haiman György azonos című könyvéhez.
- Nagy Zoltán Tótfalusi Kis Miklós-díjas. Magyar Grafika, 1984/1., 34–44. p.
- A maci ír (társszerzők: Kutiné Sahin-Tóth Katalin és dr. Ligeti Róbert). Budapest, Országos Pedagógiai Intézet, 1985, OPI
- A közúti útbaigazító táblák nagybetűs vagy kisbetűs írásmódja. Szakvélemény a Közlekedéstudományi Intézet számára. 1988, 19 p.
- Az íráskísérletekről. A Tanító, XXVI. évfolyam 6-7. szám, 1988. június-július; 19–22. p.
- A szép magyar könyv katalógus előszava. Magyar Könyvkiadók és Könyvterjesztők Egyesülése, 1988, 1989, 1990, 1991, 1992, 1993, 1995.
- Még egyszer a dőlt betűs írás tanításáról. Köznevelés, XLVI. évfolyam 8. szám, 1990. február 23.; 11. p
- A dőlt írás tanítása (szerk. Kutiné Sahin-Tóth Katalin és dr. Ligeti Róbert). Budapest, Fővárosi Pedagógiai Intézet, 1991, 106 p. Tanárok kézikönyve, módszertani útmutató
- Dőlt kisbetűs írásfüzetem. Dőlt nagybetűs írásfüzetem. Írásmunkafüzetek az 1. osztály számára. Apáczai Kiadó, Celldömölk, 1996.
- A tipográfia mestersége – számítógéppel. Tölgyfa Kiadó, Budapest, 1996. 144 p.

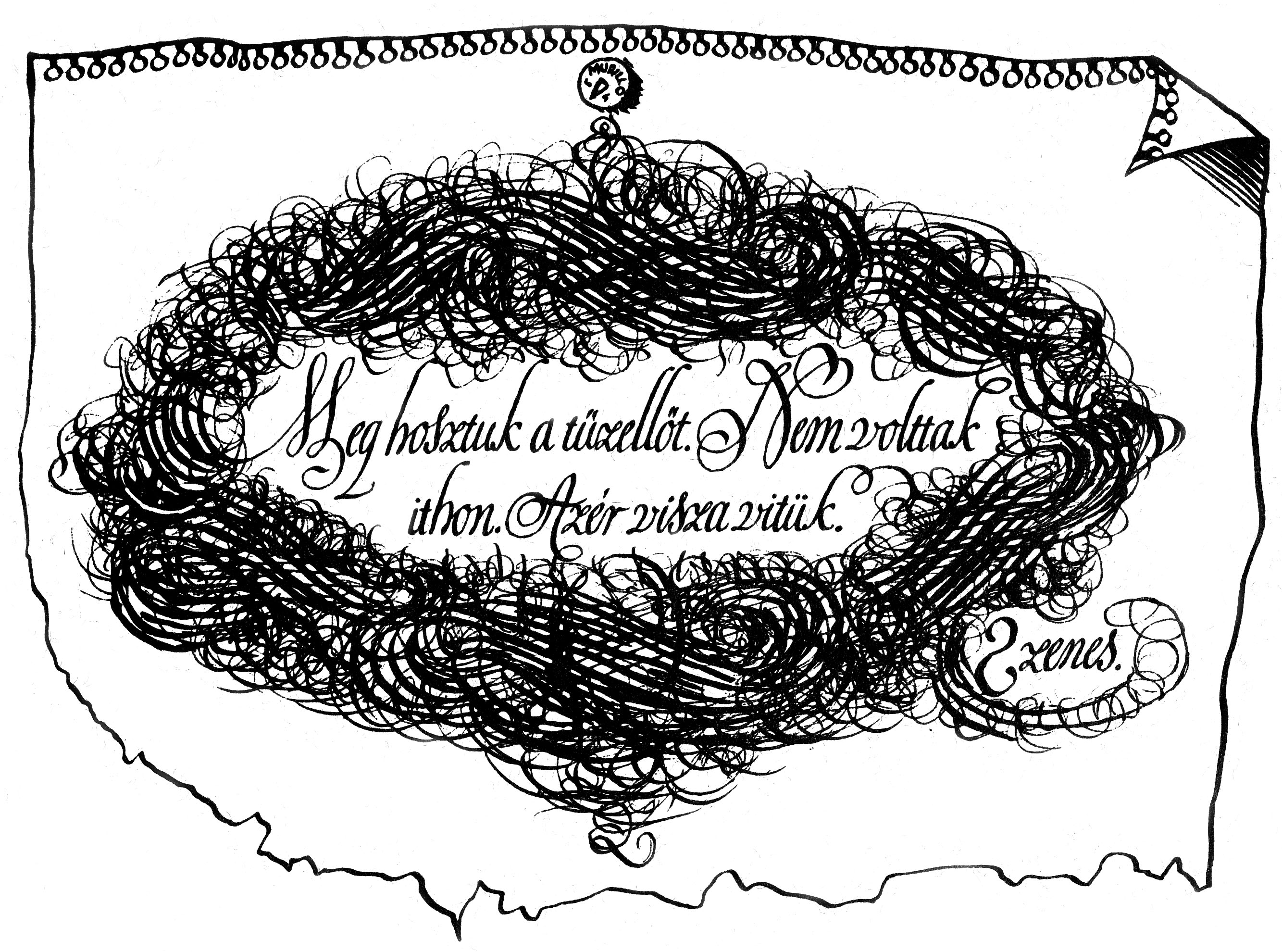
Virágvölgyi Péter kalligráfiája

- In memoriam: György Haiman. Type (Az ATypI folyóirata). 1997/1. 80–83. p.
- Suzanne West: Stílusgyakorlatok. A tipográfia és az oldaltervezés hagyományos és modern megközelítése. (fordítóként) Budapest, UR Könyvkiadó és Multimédia Stúdió Kft. 253 p. (Eredeti kiadás: Working with Style. Traditional and Modern Approaches to Layout and Typography. New York, 1990, Watson–Guptill Publications.)
- A tipográfia mestersége – számítógéppel. Osiris Kiadó, Budapest, 1999, 2001, 2004. (Osiris kézikönyvek sorozat) 258 p[5]

## Megbízásos munkái
- 1973 Négy Radnóti-levél (1932-ből, az egyik levél hasonmásával.) Budapest, MIF. Diplomamunka. (Studium)
- 1986 és 1990 Budapest főváros utcanév- és házszámtáblái. Megbízó: Budapest Főváros Tanácsa VB Városrendezési és építészeti főosztály. Szabványterv. Gollob Józseffel és Zsótér Lászlóval.
- 1989 Névnapi üdvözlőlapok. Megbízó: Officina Nova, Budapest
- 1989 Tiszteletbeli doktori oklevél. Megbízó: MIF
- 1990 IBM magyarországi dealerek oklevele. Megbízó: IBM Magyarország Kft. GGK Budapest.
- 1991 Borítóterv a Diák-téka könyvsorozatához. Megbízó: Unikornis Kiadó, Budapest
- 1992 Jókai díszkiadás kötésterve. Megbízó: Unikornis Kiadó, Budapest
- 1992 Technology & Human Hand. Tipo-grafika Magyarországon. (szerk.) Budapest, Print & Publishing Kiadói Kft. Az azonos című Tölgyfa Galéria-beli kiállítás katalógusa
- 1994 Miltényi Tibor: Progresszív fotó. Budapest, Szellemkép Könyvek 1.
- 1995 A Magyar Iparművészeti Főiskolán a Typo-grafikai Tanszék megalakulása óta készült kis példányszámú kiadványok. Budapest, Borda Antikvárium. 76 p.
- 1997 Stefan Zweig: Buchmendel. (H. Gy. emlékére) Budapest, Borda Antikvárium (MIF). Fordította: Haiman György. Az első Zeebevel betűvel nyomtatott könyv.[6]

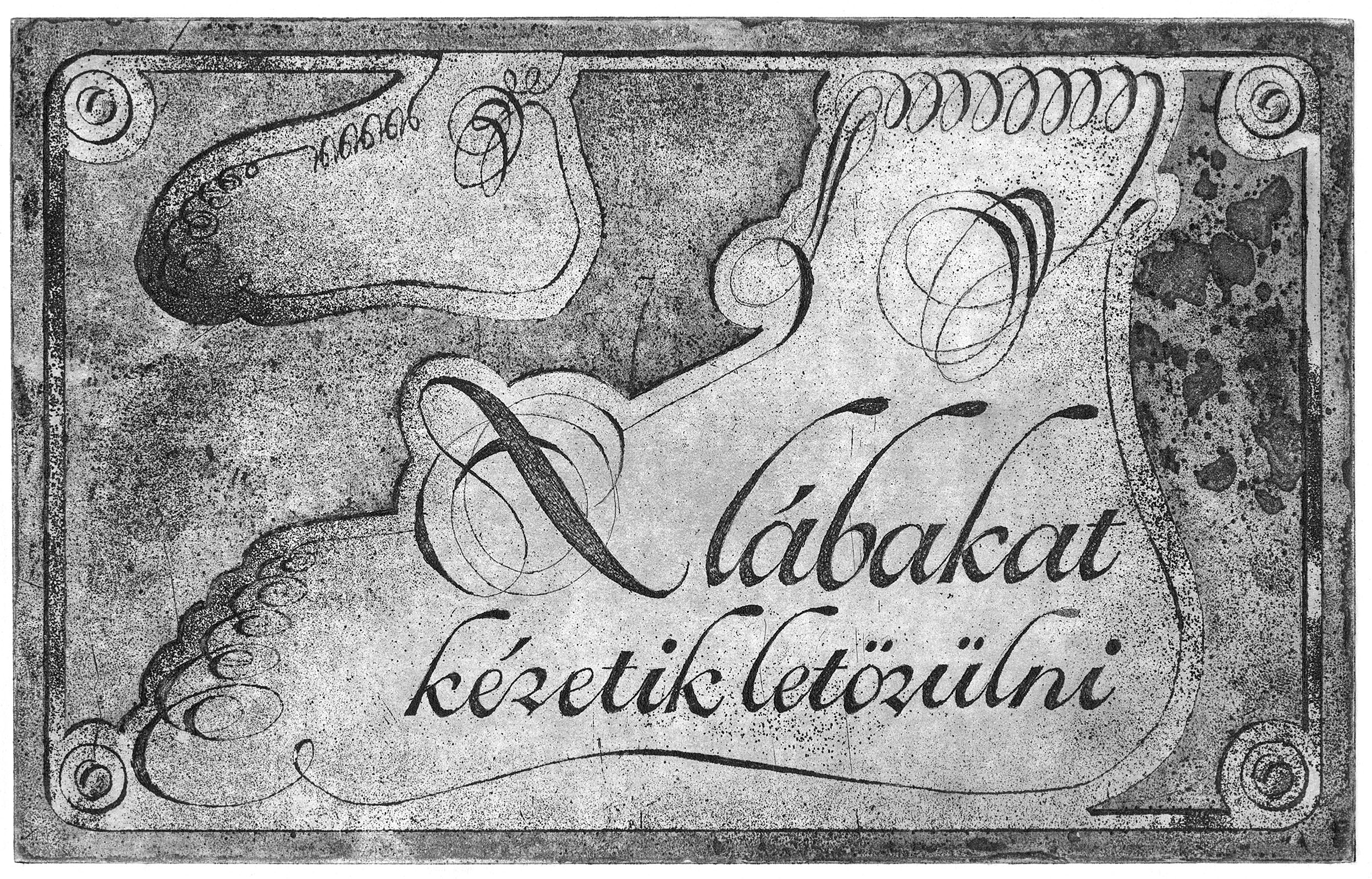
Virágvölgyi Péter kalligráfikus rézkarca

## Virágvölgyi Péterrel kapcsolatos publikációk
- 1976 Haiman György: Könyvtervezés és illusztráció. A Typo-grafikai tanszék hallgatóinak tervezési gyakorlatából. Magyar Grafika, 1976/2. 55–67. p., 26 ill.
- 1976 Murányi Gábor: Írni, olvasni… – Pótolhatatlan kincsünk. Magyar Nemzet, XXXII. évfolyam 155. szám, július 2.; 4. p.
- 1978 Szakértő A nyelv világa című műsorban, MTV1, október 3. 16:35; november 14. 16:30; december 19. 17:15[7]
- 1981 Hunyady Judit: Névtelen művészet? Új Tükör. XVII. évf. 33. szám. 10–11. p., 8 ill. (aug. 16.)
- 1981 Sz. G. [sic!]: Hét végi kalauz. Betűművészek kiállítása. Déli Hírlap. XIII. évf. 218. sz., 2. p., 1 kép (szept. 18.)
- 1981 bm [sic!]: Betűművészek alkotásai között. Kiállítás nyílt a miskolci József Attila Könyvtárban. Észak-Magyarország. XXXVII. évf. 219. sz., 4. p. (szept. 18.)
- 1981 M— [sic!]: A nyomdától a kézírásig. A betű művészei. Déli Hírlap. XIII. évf. 225. sz., 2. p., 3 ill. (szept. 26.)
- 1981 Csutorás Annamária: Írás vagy rajzolgatás. Észak-Magyarország. XXXVII. évf. 243. sz., 4. p. (okt. 16.)
- 1981 (horpácsi) [sic!]: Hogyan fusson az a toll? Egy kis betűanatómia. Déli Hírlap. XIII. évf. 243. sz., 2. p., 1 ill. (okt. 17.)
- 1981 Hajdú Éva: Az „ismeretlen” betű – Gondolatok egy kiállításon. Magyar Nemzet, május 16.; 4. p., 2 ábr.
- 1983 A városképi feliratokról (Az Ízlések és pofonok című műsorban.) MTV1
- 1983. Gál Judit: Véletlen szülte művésztelep. Pest Megyei Hírlap, 5. p. (március 13.)
- 1987 I. G. [sic!]: Tudományos tanácskozás a nyomdai és papíripari innovációról. Népszava. CXV. évf. 268. szám. 4. p., 1 kép. (nov. 13.)
- 1988 Bagota Edit: Így írunk mi. Képes 7, III. évfolyam 19. szám, május 7.; 30–31. p., 5 ábr., 2 kép.
- 1989 Az írástanítási kísérletekről. Interjú. MTV2
- 1990 Szőnyei Tamás: Pedagógiai patópálság – A gyerekek megtapsolták a tanító nénit. Világ, II. évfolyam 24. szám, június 14.; 40–41. p., 1 ábr.
- 1990 Colin Banks: Patriots, philosophers and printers. London, Typographic. 40. nyári szám. 20–25. p., 16 ill.
- 1991 Kuti Gusztávné: Dőlt betűvel is tanulhatnak írni az első osztályosok. Lutra (?), május; 10–11. p.
- 1991 Komolyság és könnyedség. Bemutatjuk Virágvölgyi Pétert. Print & Publishing, 1991/7. 76–82. p., 18 ill.
- 1996 Kovács Attila: Játék a betűkkel. Békés Megyei Hírlap, LI. évfolyam, 226. szám (szeptember 27.)
- 1998 Emlékezünk. Magyar Grafika, 1998/4. 34. p., 1 kép.
- 2002 Maczó Péter: Tótfalusi Kis Miklós nyomdokain. Mai magyar betütervezők. Magyar Grafika, 2002/5. 46–51. p., 19 ill.[8]
- 2003 Virágvölgyi István–Virágvölgyi András: A betű vonzásában: Virágvölgyi Péter. Vízjel, 9 ill.
- 2015 Balázs Zsuzsanna: Kell-e folyóírás a 21. században? Index.hu[9]
- 2019 Ellentétek harmóniája. Ritmus a kézírásban. Grafológia, XXV. évfolyam, 230. szám, 2019/2 március-április

## Emlékezete
- Tiponaptár (tervezte: Maczó Péter), Magyar Grafika, 2008.
- Virágvölgyi Péter, a tipográfia mestere című emlékkiállítás (TypoSzalon, a Magyar Tipográfusok Egyesülete Typomage sorozatának 3. kiállítása), Fuga, Budapest, 2019[10]